# Comuna Telijînți, Izeaslav
Telijînți (în ucraineană Теліжинці) este o comună în raionul Izeaslav, regiunea Hmelnîțkîi, Ucraina, formată din satele Ciîjivka, Kalînivka, Mîrne, Pîlkî și Telijînți (reședința).

## Demografie
Componența lingvistică a comunei Telijînți
     Ucraineană (99,01%)
     Alte limbi (0,99%)
Conform recensământului din 2001, majoritatea populației comunei Telijînți era vorbitoare de ucraineană (99,01%), existând în minoritate și vorbitori de alte limbi.